# Hightech-Preise Bayern
Die Hightech-Preise Bayern werden ab 2025 in vier Kategorien verliehen und würdigen vielversprechende Talente ebenso wie herausragende Wissenschaftlerinnen und Wissenschaftler im Bereich der Wissenschaften und Technik.  
Die vier Preise, die vom Bayerischen Ministerpräsidenten, der Bayerischen Akademie der Wissenschaften und dem Bayerischen Staatsministerium für Wissenschaft und Kunst vergeben werden, sind:
- Hightech-Preis des Bayerischen Ministerpräsidenten
- Pioneer Award der Bayerischen Akademie der Wissenschaften
- Nachwuchspreis des Bayerischen Staatsministeriums für Wissenschaft und Kunst
- Absolventenpreis des Bayerischen Staatsministeriums für Wissenschaft und Kunst

Der Pioneer Award der BAdW und der Hightech-Preis des Bayerischen Ministerpräsidenten sind mit je 300.000 Euro Deutschlands höchstdotierte Technikpreise.

## Preisträger
2025: 
- Immanuel Bloch (Hightech-Preis)[1]
- Gerhard P. Fettweis (Pioneer Award)[2]
- Jaqueline Lammert (Nachwuchspreis)[3]
- Anja Baumgärtner, Johanna Geiß, Tamara Hein, Simone Hufgard, Regina Luig (Absolventenpreise)